# Halmstad Arena Bad
Halmstad Arena Bad är en simhall i Halmstad. Anläggningen uppfördes 1997-1998 som Sannarpsbadet. Efter en omfattande utbyggnad är Sannarpsbadet nu en del av ett större arenakomplex kallat Halmstad Arena. 

## Om anläggningen
Simhallen är en mulianläggning med äventyrsbad, hoppbassäng, 25-metersbassäng, bubbelpool och rehab-bassäng med tillhörande funktioner. Efter en ombyggnad 2017 finns ett barnvänligt badland anpassat för de allra yngsta besökarna. Även ett café och ett gym (som drivs av Actic) finns i byggnaden. 

## Historia
Sannarpsbadet uppfördes 1997-1998 som en ersättning för Halmstads gamla simhall som invigdes 1966. Den nya simhallen placerades ”vägg i vägg” med den befintliga Sannarpshallen som är en ishall som byggdes i början av 70-talet. De båda anläggningarna var väldigt olika arkitektoniskt. Totalenreprenör var NCC . 
Efter en omfattande utbyggnad 2007 - 2009 är Sannarpsbadet nu en del av ett större arenakomplex kallat Halmstad Arena, och Sannarpsbadet kallas därefter för Halmstad Arena Bad.
2014 genomfördes renovering av vattenrening och klorteknik samt byte av ventilationsanläggningen.  2015 gjordes entrésystemet om santidigt som omklädningsrummen målades om och fick nya skåp. Även samtliga vattenrutschkanor byttes ut och fick en ny färgsättning.  2017 tillkom det barnvänliga badlandet .